# Scandinavian Tobacco Group

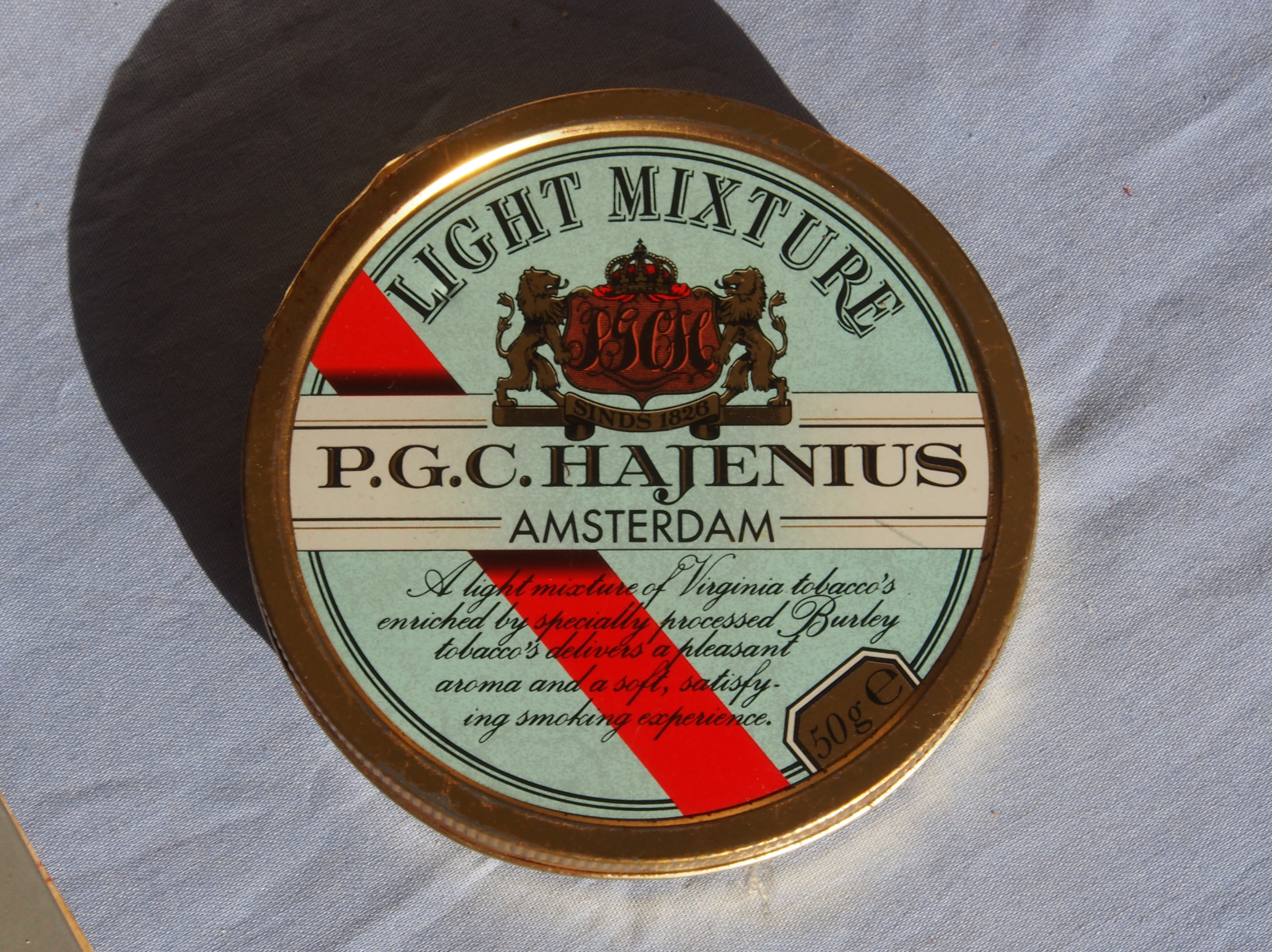
Hajenius is nu een van de vele merken van de Scandinavian Tobacco Group

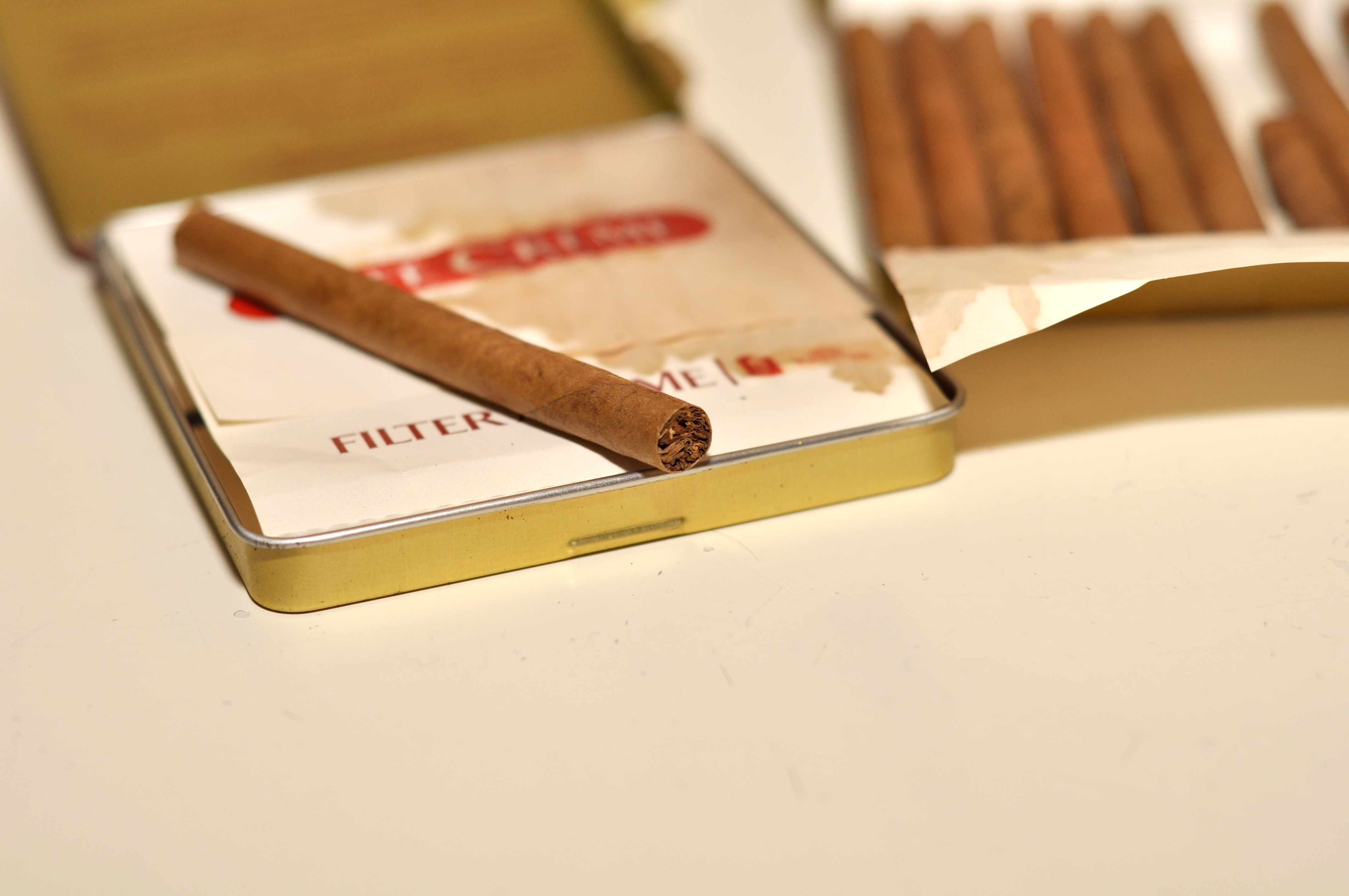
Café Crème, een merk van Henri Wintermans behoort ook tot de Scandinavian Tobacco Group

Scandinavian Tobacco Group (STG) is een internationale producent van sigaren en tabaksproducten met het hoofdkantoor in Søborg, een voorstad van Kopenhagen. 

## Activiteiten
STG concentreert zich op de fabricage en verkoop van handgemaakte en machinaal gefabriceerde sigaren, shag (roltabak) en pijptabak. Het is de grootste fabrikant van sigaren en pijptabak in de wereld. De groep omvat 33 bedrijven in 20 landen, en 12 productiefaciliteiten, waaronder Assens en Holstebro in Denemarken en Lummen en Westerlo in België.
In 2021 bestond de omzet voor 70% uit sigaren, de rest werd gerealiseerd met de verkoop van pijptabak en andere rookwaren en toebehoren. Noord-Amerika is de belangrijkste afzetmarkt met een aandeel van 50%, gevolgd door Europa met 40% van de totale omzet.
De aandelen van het bedrijf staan op de effectenbeurs van Kopenhagen genoteerd. In 2021 was de grootste aandeelhouder Chr. Augustinus Fabrikker Aktieselskab met een aandelenbelang van iets meer dan 25%. De free float is zo'n 60%.

## Geschiedenis
Skandinavisk Tobakskompagni (Scandinavian Tobacco) ontstond in 1961 door de fusie van drie Deense tabaksfabrieken: Chr. Augustinus Fabrikker uit Kopenhagen (opgericht in 1750), C.W. Obel uit Aalborg (1787) en R. Færchs Fabrikker uit Holstebro (1869). Het was daarmee de grootste Deense tabaksfabrikant. Het fuseerde in 1972 met Nordisk BAT en in de volgende jaren nam het verschillende Deense tabaksfabrieken over.
In 1990 werd Scandinavian Tobacco omgevormd tot een groep van onafhankelijke bedrijven. De sigarettenafdeling werd ondergebracht in House of Prince, de sigaren in Nobel Cigars en de pijptabak in Orlik Tobacco Company.
In 1996 nam Scandinavian Tobacco de sigarenfabriek van Henri Wintermans in Nederland over. Andere overnames waren onder meer deze van Imperial Tobacco in Canada in 2000 (met de merken Colts en Old Port) en Tabacofina-VanderElst in België in 2007 (met de merken Mercator en Don Pablo).
In 2008 veranderde de naam van Skandinavisk Tobakskompagni in Scandinavian Tobacco Group. In dat jaar verkocht het de sigaretten- en snusactiviteiten aan British American Tobacco.
In 2010 werd STG samengevoegd met de sigaar- en pijptabakafdeling van Swedish Match (met uitzondering van de "mass market"-sigaren in de Verenigde Staten). De aandelen van de nieuwe STG waren voor 49% in handen van Swedish Match en voor 51% van Skandinavisk Holding.
In februari 2016 kreeg het bedrijf een beursnotering. De zittende aandeelhouders verkochten een deel van hun aandelenbelang tijdens deze beursintroductie. De 40 miljoen aandelen werden verkocht tegen een koers van DKK 100.
In september 2019 bereikte het een overeenkomst om de Nederlandse sigarenfabrikant Koninklijke Agio over te nemen. STG is bereid 210 miljoen euro te betalen. Agio is gevestigd in Duizel en telt ongeveer 3200 voltijdsmedewerkers. In 2018 was de omzet van Agio zo'n 133 miljoen euro en het bedrijf is winstgevend. Het verkoopt de rookartikelen onder de merknamen als Mehari´s, Panter en Balmoral. Diverse toezichthouders moeten nog goedkeuring verlenen voor deze transactie, maar de afronding wordt in het eerste halfjaar 2020 verwacht. Is de overname een feit dat zal de omzet van STG uitkomen op ongeveer DKK 7,7 miljard (ruim 1 miljard euro) op basis van de cijfers over 2018 en meer dan 10.000 werknemers tellen. Op 2 januari 2020 werd deze transactie afgerond.
In 2021 volgde de koop van een meerderheidsbelang in de Italiaanse sigarenfabrikant Moderno Opificio del Sigaro Italiano (MOSI). Hiermee kreeg STG een goede marktpositie in dit land. MOSI telt zo'n 40 medewerkers die werkzaam zijn in de fabriek in Orsago.

## STG in de Benelux
STG Lummen, opgericht in 2010, is een nieuwe fabriek waar jaarlijks 1 miljard sigaren en cigarillos kunnen geproduceerd worden. Het is de grootste sigarenfabriek in Europa. De fabriek vervangt drie vroegere fabrieken, namelijk die van Henri Wintermans in Geel (voorheen Velasquez Sigarenfabrieken), Tabacofina-VanderElst in Leuven en Nobel Cigars in Holme (Denemarken). In Lummen worden onder meer de merken Mercator, Old Port, Café Crème en Colts gemaakt.
STG Eersel is de voormalige Henri Wintermans sigarenfabriek. Naast Henri Wintermans worden er ook Café Crème sigaren geproduceerd. In Eersel is ook het centraal laboratorium van de sigarenafdeling van STG gevestigd. Swedish Match Cigars BV in Eersel exporteert sigaren van de Swedish Match-merken waaronder La Paz, Hollandia, Willem II, Hofnar, Hajenius, Oud Kampen en Justus van Maurik.
STG bezit ook de exclusieve sigarenwinkel van Hajenius aan het Rokin in Amsterdam.